# 荷兰首都

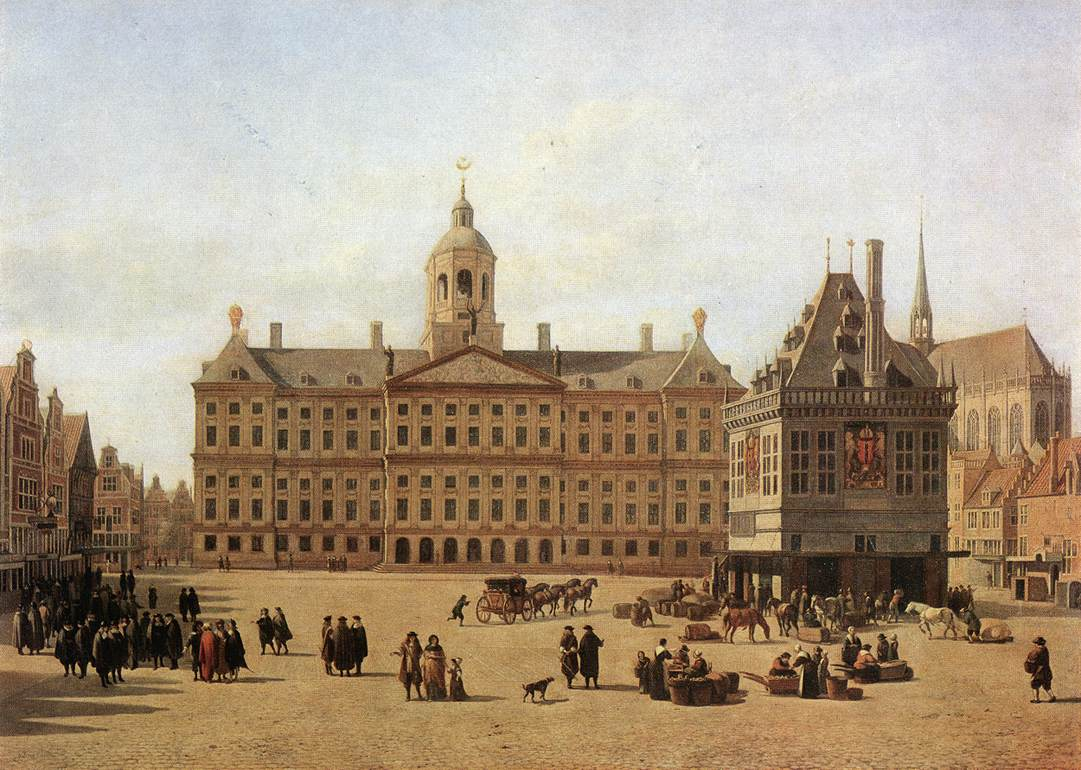
17世纪末，阿姆斯特丹市政厅水坝广场景观（格里特·阿德里安森·贝尔克海德画作，藏于德累斯顿美术馆）

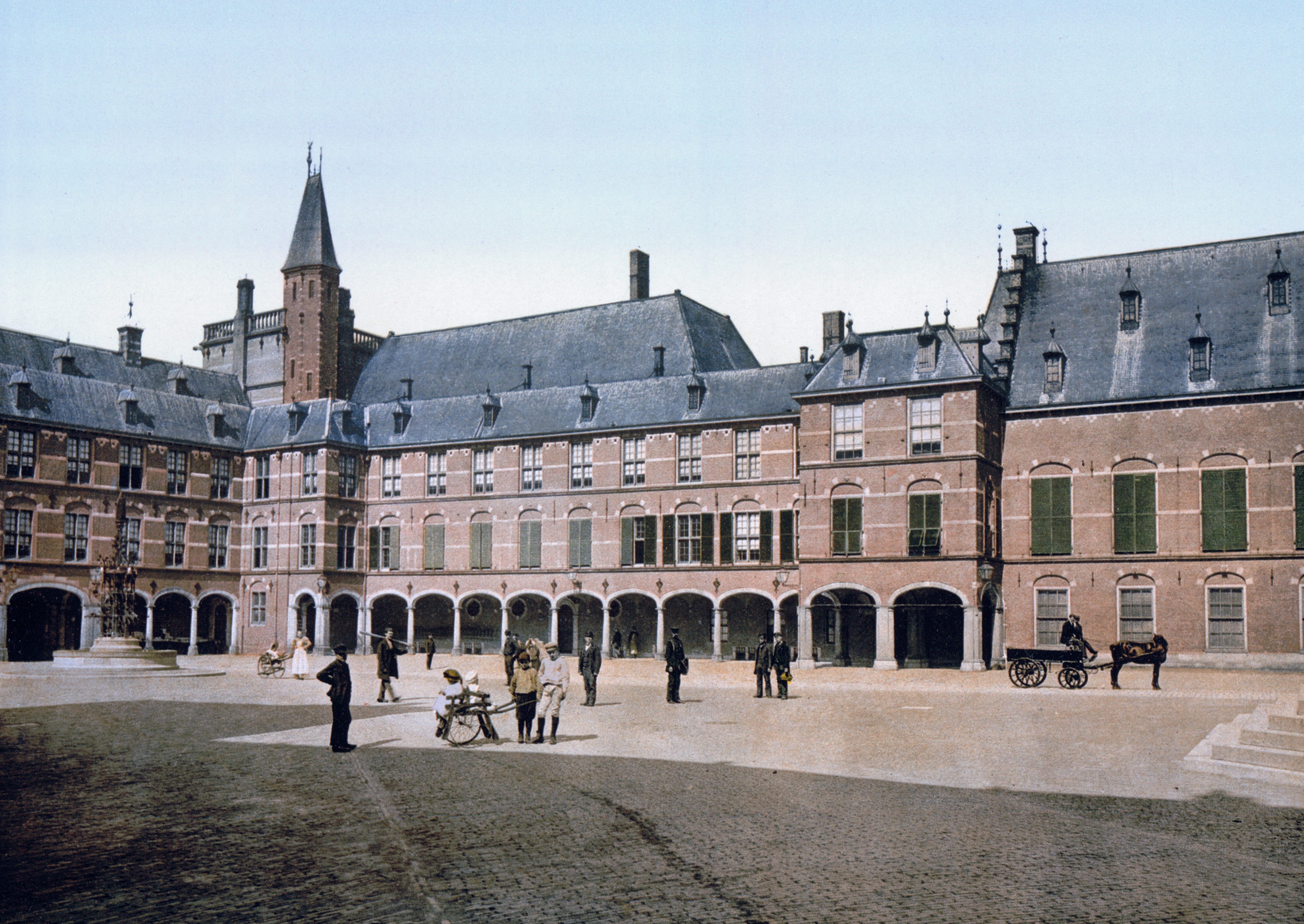
海牙自1588年起成为荷兰政府所在地，国会议事堂是国会所在地

荷兰首都自1808年起定于阿姆斯特丹，在此之前荷兰王国并没有官方首都；并且直到1983年，阿姆斯特丹的首都地位才被载入宪法。通常来说，国家首都是国家议会所在地和国家元首居住的城市，然而阿姆斯特丹却是少数的例外之一。
自1588年开始，荷兰国会、行政部门、最高法院和国务委员会均设在海牙，海牙事实上作为中央政府所在地。 1983年修订荷兰宪法，第32条提及“国王应在首都阿姆斯特丹的国会两院公开联席会议上宣誓即位。” 这是法律文件中唯一提及阿姆斯特丹作为“首都”（hoofdstad）的表述；相比之下，海牙通常被称为“驻所”（residentie）。
1808年至1810年荷兰王国时期，是荷兰历史上阿姆斯特丹仅有一次同时成为荷兰首都和政府所在地。国王路易·波拿巴当时居住在阿姆斯特丹，宣布阿姆斯特丹为王国首都和政府所在地；为了迁就国王，宏伟的17世纪阿姆斯特丹市政厅，象征荷兰长期以来盛行的共和价值观的典范，被改建为王宫。
1810年荷兰被法兰西第一帝国吞并，法国总督取代国王路易·波拿巴，并且迁入阿姆斯特丹王宫。1810年至1813年，阿姆斯特丹在一定程度上保持其首都的地位，因为皇帝拿破仑一世宣布阿姆斯特丹为帝国第三大城市（仅次于巴黎和罗马）和皇家住所。1813年12月拿破仑一世垮台，奥兰治亲王威廉六世继位为尼德兰国王，海牙恢复为荷兰政府所在地。

## 历史背景
虽然阿姆斯特丹作为荷兰首都的法律地位，是在近期才正式确定，但该市自1814年起就被公认为首都。当时，奥兰治和拿骚亲王威廉·弗雷德里克宣誓为联合尼德兰主权公国君主，并于1814年3月30日在阿姆斯特丹新教堂加冕。 部分原因是因为它是一座皇家城市，不仅用于国王的即位典礼，还用于荷兰皇室婚礼（特别注意，皇室葬礼在另一个城市代尔夫特举行），也因为它在荷兰历史上的主导地位。16世纪末开始，这座城市迅速发展成为荷兰最大、最强盛的城市，同时也是主要的贸易、商业、金融和文化中心。
首都阿姆斯特丹和政府所在地海牙之间的分离，源于荷兰特殊的宪政历史。从中世纪到16世纪，海牙一直是荷兰伯国的政府所在地和荷兰伯爵驻地；与此同时，阿姆斯特丹逐渐发展成为一个更重要的城市。1581年荷兰联省共和国成立，多德雷赫特曾短暂地成为联省政府所在地，以及三级会议、国务委员会和奥兰治亲王（荷兰省督）的驻所。1588年，这些中央政府机构迁至海牙，从那时起海牙就是整个共和国的政府所在地。八十年战争后期，阿姆斯特丹效忠于勃艮第帝国，这为这座城市带来更多的贸易机会，却也使其不适合作为新兴“反叛”国家的政府所在地。
1795年巴达维亚共和国成立之前，荷兰并不是一个单一制国家，而是一个邦联制国家，其中的独立省份、较大城市和城镇在政治上拥有高度自治权。17世纪时期，荷兰议会执政官与阿姆斯特丹市政厅多次发生政策冲突，最终导致该市被军队围困。直到1795年，奥兰治派和共和派之间仍然存在着强烈的敌意，前者支持由奥兰治亲王担任执政，从而实现世袭的政治领导权，其权力基础在海牙和农村地区；后者支持公民独立，主要在荷兰城市和城镇获得支持，并以直言不讳的阿姆斯特丹为其先驱和代表。
1814年荷兰联合王国成立，并指定阿姆斯特丹为首都，当时阿姆斯特丹仍是联合王国最突出的城市；这在很大程度上，是奥兰治派对该市的一种和解姿态，也是对强大公民和共和意识基础的认可。

## 法律地位

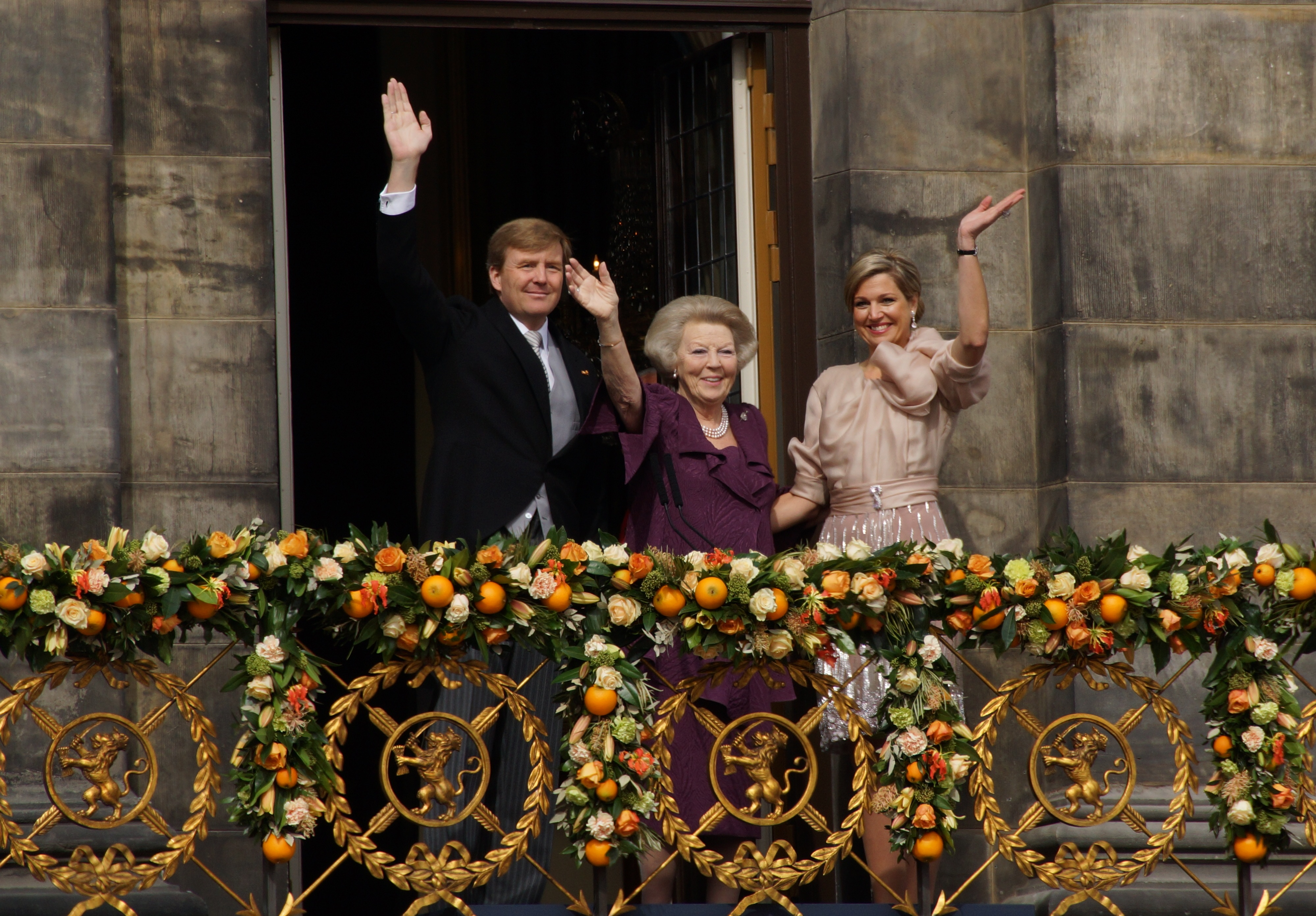
荷兰国王威廉·亚历山大、碧翠斯女王和马克西玛王后在威廉·亚历山大即位当天，在阿姆斯特丹王宫阳台上合影

《荷兰宪法》第32条规定阿姆斯特丹是荷兰首都。这项条文修订于1983年，内容是关于荷兰国王在首都举行即位典礼。更早于1814年，宪法就已经提到阿姆斯特丹为首都：
 1814年《联合尼德兰宪法》第30条：君主宣誓就职仪式和荷兰议会就职仪式，应在首都阿姆斯特丹举行。
1814年，第一次荷兰国王即位典礼在阿姆斯特丹举行，即威廉一世即位典礼。 但在1815年，阿姆斯特丹作为首都的说法已经消失：
 1815年《荷兰王国宪法》第52条：国王即位时，应在国会两院公开联席会议上庄严宣誓，并举行就职典礼，会议应在露天举行；和平时期，该仪式由国王选择在阿姆斯特丹或南部省份的某个城市轮流举行。
发生这个变化的原因，是南尼德兰被加入到尼德兰联合王国，因此顾虑到保留阿姆斯特丹作为首都，可能会冒犯那里的居民。 随后的宪法修正案中，阿姆斯特丹的首都地位仍不明确：
 1848年《荷兰王国宪法》第50条：国王即位后，应尽快在阿姆斯特丹的国会两院公开联席会议上，庄严地宣誓就职。
 1887年《荷兰王国宪法》第50条：国王即位后，应尽快在阿姆斯特丹的国会两院公开联席会议上，庄严地宣誓就职。
这种情况一直持续到1983年宪法修正案，阿姆斯特丹的正式地位才得以恢复：
 1983年《荷兰王国宪法》第32条：国王开始行使王权后，应尽快在首都阿姆斯特丹的国会两院公开联席会议上宣誓就职。他宣誓和承诺效忠宪法，并忠实履行职责，履行法律制定进一步的规则。

## 其他首都
哈布斯堡尼德兰时期并没有首都，但有一个设立宫廷的所在地。1507年开始，总督玛格丽特居住在现今比利时梅赫伦的萨沃伊宫。 她的继任者玛丽亚迁至布鲁塞尔，埃马努埃莱·菲利贝托居住在都灵，玛格丽特在布鲁塞尔实施统治。 八十年战争期间，安特卫普可以被视为“叛军”的暂时首都，当时沉默者威廉定居于此；但是在这些动荡时期，宫廷并没有永久的所在地，总督亚历山德罗·法尔内塞是在布鲁塞尔举行婚礼。
法国统治荷兰时期，其他城市曾经是荷兰首都。荷兰王国初期，首都位于海牙；1808年，乌得勒支约半年时间作为首都，路易·波拿巴曾在这里建造一座宫殿，较后阿姆斯特丹被定为首都，路易·波拿巴入住水坝广场的阿姆斯特丹王宫。 1808年4月20日，路易·波拿巴获得阿姆斯特丹城的城市钥匙。
1810年路易·波拿巴退位，荷兰被法兰西第一帝国吞并，水坝广场的宫殿成为法国总督夏尔-弗朗索瓦·勒布伦的住所。法兰西第一帝国时期，阿姆斯特丹被定为继巴黎和罗马之后的第三首都。 1813年荷兰重新获得独立，政府和国会迁往海牙，阿姆斯特丹仍为首都。
16世纪和19世纪，布鲁塞尔曾短暂地成为尼德兰和低地国家首都。1549年至1581年期间，布鲁塞尔曾是十七省首府；同时，1815年至1839年期间，荷兰联合王国政府有两个中心：海牙和布鲁塞尔，政府每隔一年会在其中一个城市开会，所以部长和官员们必须在两个城市都拥有或租赁住房。与此同时，布鲁塞尔曾先后作为布拉班特公国、十七省、南尼德兰、荷兰联合王国、比利时、弗拉芒和比利时法语社群首府，现为欧洲联盟事实上的首都。

## 政府所在地
1584年以来，海牙就是荷兰政府所在地，荷兰省督从1584开始居住在海牙。海牙在历史上从未被正式指定为首都，自始至终这里都是行政中心，后来也成为荷兰议会和三级会议的会议所在地。 选择海牙作为政府所在地，正是因为其在政治上无足轻重； 例如：海牙没有城镇特权，对内庭没有特别影响力。
不过，在历史某些时期，荷兰政府所在地曾经设立在其他城市：
- 1808年至1810年，阿姆斯特丹
- 1810年至1813年，巴黎
- 尼德兰联合王国时期（1815年至1830年），轮流在海牙和布鲁塞尔之间[20]
- 1940年至1945年，伦敦成立荷兰流亡政府。荷兰本土由纳粹德国占领者统治，最高政府设在柏林；帝国专员阿图尔·赛斯-英夸特的总部位于海牙的阿姆斯特丹公馆（荷兰语：Logement van Amsterdam）。[21] 战争结束时期，阿珀尔多伦成为行政中心。[22]

国王的居住地可能并不固定。例如：1948年至1980年期间，朱莉安娜女王居住在苏斯特代克；她的母亲威廉明娜女王在位期间，则是居住在阿珀尔多伦。